# Sierra (Costa Rica)
Sierra, o La Sierra, è un distretto della Costa Rica facente parte del cantone di Abangares, nella provincia di Guanacaste.